# Ray Lazdins
Ray Lazdins, född 25 september 1964, är en friidrottare från Kanada. Han deltog vid olympiska sommarspelen 1988 och olympiska sommarspelen 1992.